# ليسينوبريل/هيدروكلوروثيازيد
ليسينوبريل/هيدروكلوروثيازيد الذي يُباع تحت الاسم التجاري زيستوريتيك، هو دواء مُركبٌ من الليزينوبريل، ومثبط الإنزيم المحول للأنجيوتنسين (مثبطات ACE)، وهيدروكلورثيازيد، مدر للبول. يُستخدم هذا الدواء لعلاج ارتفاع ضغط الدم.  يؤخد عن كريق الفم.
تشمل الآثار الجانبية الشائعة الدوخة والصداع والسعال والشعور بالتعب. قد تشمل الآثار الجانبية الخطيرة الوذمة الوعائية وانخفاض ضغط الدم. استخدام الدواء أثناء الحمل قد يؤذي الجنين.
تمت الموافقة على هذه التركيبة للاستخدام الطبي في الولايات المتحدة في عام 1989. وهي مدرجة في قائمة الأدوية الأساسية لمنظمة الصحة العالمية، وهي الأدوية الأكثر أمانًا وفعالية في النظام الصحي. وهو متوفر كدواء عام. في الولايات المتحدة، تكون تكلفة الجملة للجرعة أقل من 0.05 دولار أمريكي اعتبارًا من عام 2018. في المملكة المتحدة، يكلف هيئة الخدمات الصحية الوطنية حوالي 0.40 جنيه إسترليني لكل جرعة اعتبارًا من 2017. في عام 2017، كان الدواء رقم 44 الأكثر شيوعًا في الولايات المتحدة، مع أكثر من 16 مليون وصفة طبية.